# Yesh Atid
Yesh Atid (Hebreeuws: יש עתיד, Nederlands; 'Er is een Toekomst' of 'Toekomstpartij'), is een Israëlische politieke partij die in januari 2012 is opgericht door tv-presentator en columnist Yair Lapid. De op de middenklasse steunende partij neemt een middenpositie in de Israëlische politiek in. De partij is uitgesproken seculier, alhoewel het in tegenstelling tot Shinui (dat tussen 1999 en 2006 geleid werd door Tommy Lapid - de vader van Yair Lapid) ook openstaat voor religieuze burgers. Bij de parlementsverkiezingen van 23 maart 2021 behaalde Yesh Atid 17 zetels in de 24e Knesset. Yesh Atid vormde een regering zonder de Likoed en de orthodoxe partijen, kabinet-Bennett-Lapid. In november 2022 haalde de partij 24 zetels in de Knesset.

## Ontstaan
De oprichting van Yesh Atid is een gevolg van de grote demonstraties in 2011 uit onvrede over de sociaal-economische toestand in het land, zoals de hoge prijzen, het tekortschietende onderwijs, politieke malversaties en het ontzien van de ultraorthodoxe joden. Speerpunten van deze nieuwe partij zijn daarom woningen tegen schappelijke prijzen, belastingverlaging, burgerdienst voor ultraorthodoxe joden (ter vervanging van hun vrijstelling van de militaire dienst), verlaging van de overheidsbijdrage aan de Israëlische nederzettingen op de Westelijke Jordaanoever en reanimatie van het stilliggende vredesproces met de Palestijnen (maar geen overdracht van Oost-Jeruzalem).
Bij de verkiezingen van januari 2013 schoof Yesh Atid met 19 zetels in de 19e Knesset en werd daarmee een serieuze optie voor formateur Benjamin Netanyahu voor de vorming van een derde kabinet-Netanyahu. Dit kreeg zijn beslag op 15 maart 2013 toen er een regeringsakkoord werd gesloten, waarvan Yesh Atid een van de ondertekenaars was. Aan het drie dagen later aangetreden kabinet-Netanyahu III levert de partij vijf ministers en een viceminister, waarbij onderwijs en andere sociale portefeuilles onder haar beheer kwamen. Ook legde zij beslag op de post van financiën, deze werd ingenomen door partijleider Yair Lapid. Tegen de achtergrond van het gemengde gezelschap waaruit de coalitie bestond en de voorgenomen bezuinigingen, was het de vraag wat Yesh Atid zou weten te realiseren van haar verkiezingsbeloften.
De ministers Lapid (financiën) en Shai Piron (onderwijs) wisten een wet door het parlement te loodsen die de subsidie aan ultra-orthodoxe scholen bond aan voorwaarden. De volledige subsidie was alleen beschikbaar voor scholen die minimaal 11 uur per week besteedden aan exacte vakken. Door de val van het kabinet werd de wet nooit uitgevoerd.

## Politieke standpunten
- Yair Lapid was tegen de vrijstelling van de Israëlische dienstplicht die Israëlische ultra-orthodoxe joden genoten in de wet Tal. De wet Tal werd niet verlengd en jesjiva-studenten kunnen nu ook opgeroepen worden voor de dienstplicht. In maart 2014 werd in de Knesset met de stemverhouding 65-1 een nieuwe wet aangenomen die de dienstplicht voor jesjiva-studenten regelt.[1]
- Yair Lapid wou de kiesdrempel voor de Israëlische parlementsverkiezingen verhogen naar vier procent. Het was bij de verkiezingen van 2013 twee procent. De Israëlische regeringspartijen kwamen op 26 december 2013 overeen om de kiesdrempel voor de volgende Israëlische parlementsverkiezingen te verhogen naar 3,5 %.
- Het verminderen van het aantal ministers en viceministers. De huidige Israëlische regering telt daardoor minder ministers dan de vorige. Op 11 maart 2014 werden de wetsvoorstellen om de kiesdrempel te verhogen naar 3,25 % en het aantal ministers tot achttien en het aantal viceministers tot vier te beperken aangenomen met de stemverhouding 67-0.[2] De oppositie boycotte de debatten en stemmingen.
- Het invoeren van de mogelijkheid om een burgerlijk partnerschap te laten registreren met dezelfde rechten plichten als een huwelijk. Tot nu toe kunnen Israëli's als ze willen trouwen een huwelijk alleen door een orthodoxe rabbijn laten voltrekken.[3]
- Yaïr Lapid vertelde in een interview dat hij positief was over de muur tussen de Palestijnse en de Joodse gebieden, omdat die geholpen heeft het aantal terroristische aanslagen te verminderen. Hij vertelde verder in het interview dat hij voor een twee-staten-oplossing was, d.w.z voor een Palestijnse staat naast Israël.
- Als Israëlische minister van Financiën wou Yaïr Lapid de Israëlische staatsomroep Israel Broadcasting Authority (IBA) hervormen.
- Yaïr Lapid had als minister van Financiën ook een plan om starters op de woningmarkt belastingvoordeel te geven, maar premier Benjamin Netanyahu was tegen dat plan.

## Breuk met Netanyahu
In december 2014 ontsloeg premier Netanyahu (Likoed) de ministers Yair Lapid (Yesh Atid) en Tzipi Livni (HaTnua), omdat zij de premier in het openbaar ernstig bekritiseerden en in cruciale kwesties - zoals Iran en de bouw van nieuwe nederzettingen - openlijk tegenspraken.
Yair Lapid beschuldigde Benjamin Netanyahu later van corruptie. Er lopen drie strafzaken tegen Benjamin Netanyahu. Yair Lapid is een van de getuigen. Op 17 maart 2015 verloor Yesh Atid acht zetels en nam met 11 zetels de vierde positie in grootte in. In 2019 is de partij deel geworden van de lijstverbinding Blauw en Wit. Nadat Benny Gantz (Blauw en Wit) een regering met Benjamin Netanyahu vormde braken Yair Lapid (Yesh Atid) en Moshe Ya'alon (Telem) met Benny Gantz. De partij van Benny Gantz ging verder als Blauw en Wit en de partijen van Yair Lapid en Moshe Ya'alon gingen verder als Yesh Atid-Telem.

## Kabinet-Bennet-Lapid
In 2021 slaagde Benjamin Netanyahu er niet in om binnen het vastgestelde tijdsbestek een regering te vormen, waarna Lapid er wel in slaagde om met een groot aantal partijen, maar zonder de Likoed het kabinet-Bennett-Lapid te vormen. Door de overstap van Idit Silman van Nieuw Rechts naar de Likoed verloor de coalitie zijn meerderheid in de Knesset, waarna men besloot om nieuwe verkiezingen uit te schrijven, die op 1 november 2022 gehouden werden.
Yesh Atid kreeg november 2022 24 zetels in de Knesset, maar de coalitiepartners verloren, zodat de partijen van de coalitie geen meerderheid hadden. Yair Lapid vertelde in de Knesset, kort na de beëdiging van de leden van de 25e Knesset, dat hij niet (opnieuw) deel zal nemen aan een regering-Netanyahu, maar vanuit de oppositie[banken] zal doorvechten.

## Externe link

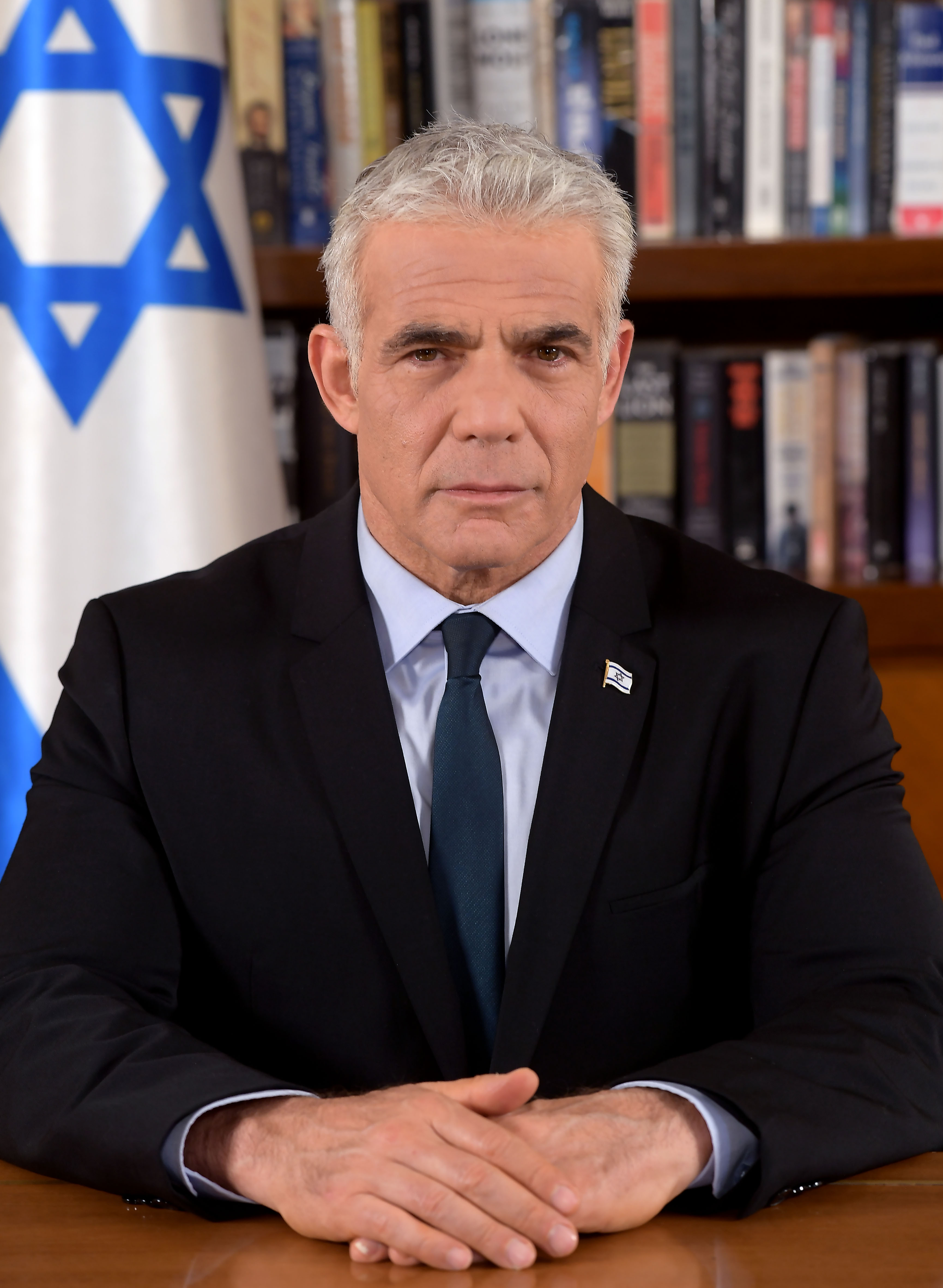
Partijleider Yair Lapid